# Lagenocypsela
Lagenocypsela là một chi thực vật có hoa trong họ Cúc (Asteraceae).

## Loài
Chi Lagenocypsela gồm các loài: